# Rospraktbagge
Rospraktbagge (Agrilus cuprescens) är en art i insektsordningen skalbaggar som tillhör familjen praktbaggar.

## Beskrivning
Rospraktbaggen har som de flesta praktbaggar en långsmal kroppsform. Kroppslängden är upp till 7 millimeter och den har korta antenner. Den är vanligen grönglänsande i färgen, men den kan också vara olivgrön eller blågrön.

## Utbredning
Rospraktbaggen finns i mellersta och södra Europa och österut till Sibirien. Den finns också i Baltikum, sydöstra Finland och i Blekinge i Sverige. Arten är också införd till USA.

### Status
I Sverige är arten rödlistad som nära hotad. Den begränsade utbredningen är troligtvis det största hotet mot artens förekomst i landet. Ett annat hot är igenväxning av dess habitat, som i Sverige är äldre betesmarker eller åkerkanter där det växer björnbärsbuskar och rosor. I Finland är arten inte evaluerad.

## Ekologi
Som larv lever rospraktbaggen under barken på rosor och växter i släktet Rubus, speciellt på olika arter av björnbär. Utvecklingen från ägg till imago tar ett år. Liksom andra skalbaggar har rospraktbaggen fullständig förvandling och förpuppningen sker i värdväxtens ved. Som fullbildad skalbagge hittas den på värdväxternas blad och skott, från juni till början av september.

## Förhållande till människor
Rospraktbaggen kan ibland uppträda som ett skadedjur i rosodlingar, särskilt i sydöstra Europa, eftersom larvernas gångar orsakar gallbildningar på värdväxtens stammar.